# Nazilli Belediyespor
Nazilli Belediyespor is een voetbalclub opgericht in 1967 te Nazilli, een district van de provincie Aydın, Turkije. De clubkleuren zijn zwart en wit. De thuisbasis van de voetbalclub is het Nazilli Ilçestadion. Naast voetbal houdt de club zich ook bezig met handbal, volleybal, tafeltennis, tennis, basketbal, worstelen, beachvolleybal en schaken. De club heeft een rivaliteit met Aydınspor.

## Geschiedenis
De club Nazilli Belediyespor is in 1967 opgericht. Al meteen mocht de club uitkomen in de nationale reeksen, namelijk de 3. Lig (4de hoogste divisie). In 1969 promoveerde de club naar het 2. Lig. In het seizoen 1970-1971 degradeert de club terug naar het 3. Lig. Daar blijft de club 4 seizoenen lang spelen, en degradeert uiteindelijk in 1974 naar de regionale amateurreeksen. In 1984 keert de ploeg dan toch terug naar de nationale reeksen. In 1992 promoveert het zelfs nog naar het 2. Lig terug, maar blijft daar maar 1 jaar en degradeert in 1993 terug naar het 3. Lig. Deze keer blijft de club daar 6 jaar lang, en promoveert dan in 1999 terug naar het 2. Lig. Tot en met 2007 wist Nazilli in het derde divisie te blijven, maar uiteindelijk in 2007 degradeerde de club terug naar het 3. Lig. In 2012 promoveert de club opnieuw naar het 2. Lig.

### Gespeelde Divisies
- 3e Divisie: 1969-71, 1992-93, 1999-07, 2012- 2018
- 4e Divisie: 1967-69, 1971-74, 1984-92, 1993-99, 2007-12, 2018-